# Gai Furi Pàcil (cònsol 412 aC)
Gai Furi Pàcil (en llatí: Gaius Furius Pacilus) va ser un magistrat romà. Era fill de Gai Furi Pàcil Fus, i formava part de la família patrícia dels Furi Pàcil, de la gens Fúria.
Va ser elegit cònsol romà l'any 412 aC juntament amb Quint Fabi Vibulà Ambust. En el seu mandat va veure les maniobres polítiques de Luci Icili, tribú de la plebs, per a afavorir els plebeus amb diverses lleis agràries. Aquell any hi va haver també una greu epidèmia a Roma que va portar fam l'any següent.